# Foreste di latifoglie del Mar Nero orientale e meridionale
Le foreste di latifoglie del Mar Nero orientale e meridionale sono una ecoregione terrestre della ecozona paleartica appartenente al bioma delle foreste di latifoglie e foreste miste temperate (codice ecoregione: PA0422) che si sviluppa per circa 28.700 km² lungo la riva meridionale del Mar Nero. L'ecoregione fa parte dell'ecoregione globale denominata Foreste temperate del Caucaso, dell'Anatolia, dell'Hyrcanian, inclusa nella lista Global 200.
Lo stato di conservazione è in pericolo critico.

## Territorio
Il territorio della ecoregione si sviluppa lungo le coste meridionali e sudorientali del Mar Nero, estendendosi dai monti Istranca al confine fra la Turchia e la Bulgaria ad ovest, alla regione dell'Abcasia della Georgia ad est. La regione può essere suddivisa in due principali sub-regioni, distinte secondo i loro regimi di precipitazione. La regione orientale, detta Colchide, è molto umida con una precipitazione annua media di 1.500-2.500 mm e un massimo di oltre 4.000 mm. La regione occidentale, detta Euxinica, è più secca e riceve tra 1.000 e 1.500 mm di precipitazione media annua. La separazione fra le due sub-regioni è segnato dal fiume Melet, che sfocia nel Mar Nero vicino a Ordu.

## Flora
Durante il Pleistocene, la regione della Colchide costituì un importante rifugio per la flora temperata dell'Europa orientale. Dai livelli di precipitazione elevati, si può concludere che le foreste decidue di latifoglie costituiscono il tipo di vegetazione principale. Il faggio orientale (Fagus orientalis) è la specie prevalente tra quelle ad alto fusto, assieme al castagno europeo (Castanea sativa), al rovere (Quercus petraea), all'Acer cappadocicum, all'olmo del Caucaso (Zelkova carpinifolia), al tiglio (Tilia spp.) e al noce del Caucaso (Pterocarya fraxinifolia). Una caratteristica interessante di questo tipo di foresta è il sottobosco di latifoglie mesomorfiche ma sempreverdi, comprendente specie come agrifoglio (Ilex aquifolium), Hedera helix, Rhododendron ponticum, R. ungernii, R. smirnowii, R. caucasicum, lauroceraso (Prunus laurocerasus), bosso del Caucaso (Buxus colchica), bosso comune (B. sempervirens) e Ruscus colchicus. La maggior parte di queste specie vengono considerate, in un contesto europeo, relitti del Cenozoico. Nelle foreste umide di pianura (fino a 1000 m) la specie prevalente è di solito Castenea sativa, ma al di sopra di questa fascia tende a prevalere Fagus orientalis. Un'altra formazione caratteristica di questa ecoregione è la foresta di ontani neri (Alnus glutinosa) che si sviluppa lungo i torrenti.
Le foreste occidentali tendono ad ospitare una maggiore varietà di essenze arboree, addirittura fino a 12-15 ogni 500 m² nelle province di Bolu, Zonguldak e Bartın. Le foreste orientali sono generalmente formazioni più antiche, con una minore varietà di specie.
Le foreste ripariali lungo le coste del mar Nero costituiscono un'altra caratteristica della regione. Questa formazione è estremamente rara in Europa e si rinviene unicamente in prossimità dei delta costieri.
Un altro tipo di habitat raro e minacciato è la torbiera nei pressi di Istanbul. In passato ricopriva una superficie di 95.000 ettari, ma ora ricopre appena 2000 ettari. Tuttavia, rappresenta la più importante zona di questo tipo sia dell'Europa orientale che della regione orientale del Mediterraneo.
I 23 sistemi di dune della Turchia costituiscono un ulteriore tipo di habitat. Tra questi, ricordiamo le dune di Kasatura-Gumusdere (Istanbul), Sarikum (Sinope) e Terme (Samsun), particolarmente importanti per il fatto di ospitare una grande varietà di rari rappresentanti della vegetazione dunale.
Un'altra particolarità di questa ecoregione è un'enclave di vegetazione mediterranea che si trova nel bacino del Çoruh, lungo i versanti inferiori del Piccolo Caucaso. Mentre la formazione mediterranea presente lungo le coste occidentali del mar Nero è caratterizzata da boscaglie di sclerofille, questa enclave orientale è una formazione di tipo deciduo e pertanto viene considerata come una «pseudo-macchia». Tra le specie degne di nota qui presenti vi sono il corbezzolo orientale (Arbutus andrachne) e la Phillyrea latifolia.

## Fauna
Le foreste primarie intatte, come le rare foreste pluviali temperate costiere, costituiscono una delle caratteristiche naturali più rilevanti della regione. Ospitano una ricca biodiversità e sono degne di nota per la loro natura incontaminata e la bellezza paesaggistica. Queste foreste forniscono un importante habitat per alcuni grandi mammiferi, compresa una delle più numerose popolazioni di orso bruno (Ursus arctos) in Europa. Altre specie importanti presenti nelle foreste di pianura sono lo sciacallo dorato (Canis aureus), la lince eurasiatica (Lynx lynx), il cervo nobile (Cervus elaphus) e il capriolo (Capreolus capreolus).
Un gran numero di uccelli minacciati su scala globale attraversa migrando questa regione, oppure vi nidifica o sverna; tra questi ricordiamo il pellicano riccio (Pelecanus crispus), il marangone minore (Microcarbo pygmeus), il gobbo rugginoso (Oxyura leucocephala) e la moretta tabaccata (Aythya nyroca). Altre specie degne di nota sono il pellicano bianco (Pelecanus onocrotalus), la cicogna nera (Ciconia nigra), la cicogna bianca (C. ciconia), il fenicottero maggiore (Phoenicopterus roseus), il cigno minore (Cygnus columbianus), il fistione turco (Netta rufina), la damigella di Numidia (Grus virgo) e numerose altre specie di anatre, oche, aironi e gabbiani.
L'estremità orientale dell'ecoregione è un'importante area di transito e di foraggiamento per un gran numero di specie migratrici di uccelli acquatici, canori e rapaci. Questa rotte migratoria è nota come «corridoio migratorio del mar Nero orientale» e viene sfruttata soprattutto da uccelli che nidificano in Fennoscandia e Russia. Tra alcune delle specie che attraversano in gran numero la regione figurano specie in pericolo di estinzione, come l'aquila imperiale (Aquila heliaca), la cicogna nera (Ciconia nigra) e la gru cenerina (Grus grus).

## Popolazione
Le regioni che ospitano le foreste di latifoglie del Mar Nero orientale e meridionale sono storicamente caratterizzate da una presenza umana molto antica e da una notevole densità di popolazione, soprattutto nei pressi delle aree costiere e delle principali vallate fluviali. Sin dall'antichità, queste zone hanno rappresentato importanti crocevia commerciali e culturali tra l'Europa e l'Asia, e sono state popolate da numerosi gruppi etnici, tra cui georgiani, turchi, abcasi, lazi e altri ancora. La fertilità dei suoli, il clima mite e le abbondanti precipitazioni hanno favorito la diffusione di insediamenti rurali e lo sviluppo dell'agricoltura, in particolare la coltivazione di noccioleti, tè, mais, agrumi e altre colture tipiche della regione.
Negli ultimi decenni, l'espansione urbana e industriale, la costruzione di infrastrutture e lo sviluppo del turismo costiero hanno determinato una crescita demografica soprattutto nelle città principali e nei centri balneari, spesso a scapito degli ambienti naturali residui. Tuttavia, numerose comunità rurali continuano a vivere nelle aree interne e montane, dove la silvicoltura, il pascolo e la raccolta di prodotti forestali rappresentano ancora una fonte di sostentamento. In molte zone, le pratiche tradizionali di utilizzo del bosco e le conoscenze locali relative alle specie spontanee costituiscono un importante patrimonio culturale, ma l'impatto delle attività umane ha comportato una frammentazione e un degrado progressivo degli ecosistemi forestali, rendendo la coesistenza tra popolazione e conservazione della natura una sfida centrale per il futuro dell'ecoregione.

## Conservazione
Della foresta colchidica resta purtroppo molto poco, principalmente a causa del taglio incontrollato della legna a scopo industriale e dello sviluppo urbano e agricolo dell'area. Ci sono tuttavia alcune aree protette in cui sono preservati lembi significativi di foresta. Fra questi il Parco nazionale della foresta alluvionale di İğneada, nella provincia di Kırklareli, nella Turchia europea e le aree naturali protette della Foresta di Hacıosman nella provincia di Samsun e quella di Sarıkum nella provincia di Sinope.

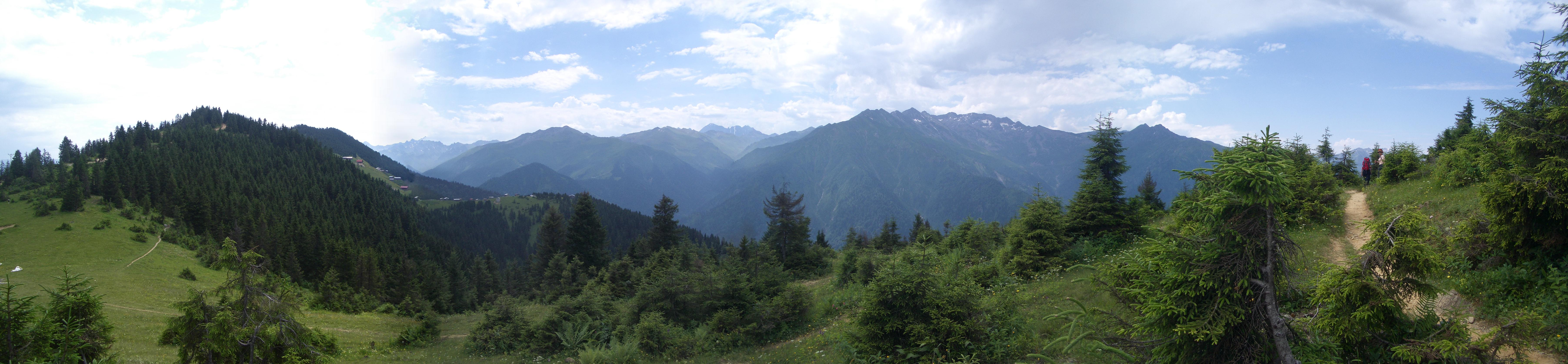
Veduta panoramica della foresta sui monti del Ponto a circa 2000 m sul livello del mare